# Мальвези
Мальвези́ (фр. Malvezie, окс. Malavedia) — коммуна во Франции, находится в регионе Окситания. Департамент — Верхняя Гаронна. Входит в состав кантона Барбазан. Округ коммуны — Сен-Годенс.
Код INSEE коммуны — 31313.

## География
Коммуна расположена приблизительно в 670 км к югу от Парижа, в 95 км к юго-западу от Тулузы.
Более половины территории коммуны занимают леса.

## Климат
Климат умеренно-океанический. Зима мягкая и снежная, весна характеризуется сильными дождями и грозами, лето сухое и жаркое, осень солнечная. Преобладают сильные юго-восточные и северо-западные ветры.

## Население
Население коммуны на 2010 год составляло 124 человека.
| 1962 | 1968 | 1975 | 1982 | 1990 | 1999 | 2010 |
| ---- | ---- | ---- | ---- | ---- | ---- | ---- |
| 128  | 116  | 101  | 113  | 90   | 110  | 124  |

## Администрация
| Период | Период | Фамилия        | Партия | Примечания |
| ------ | ------ | -------------- | ------ | ---------- |
| 2001   | 2014   | Кристиан Серва |        |            |
| 2014   | 2020   | Даниэль Саррот |        |            |

## Экономика
В 2010 году среди 82 человек трудоспособного возраста (15—64 лет) 57 были экономически активными, 25 — неактивными (показатель активности — 69,5 %, в 1999 году было 65,1 %). Из 57 активных жителей работали 50 человек (27 мужчин и 23 женщины), безработных было 7 (4 мужчины и 3 женщины). Среди 25 неактивных 4 человека были учениками или студентами, 12 — пенсионерами, 9 были неактивными по другим причинам.